# Liste des plus hautes constructions de Québec
Cet article regroupe la liste des plus hautes constructions de la ville de Québec.

## Description
Les constructions en hauteur à Québec sont surtout réparties dans deux secteurs de la ville :
- les alentours de la colline parlementaire (habituellement appelés « centre-ville »), dans l'arrondissement La Cité-Limoilou ;
- le secteur commercial de Sainte-Foy, dans l'arrondissement Sainte-Foy-Sillery-Cap-Rouge.

On trouve quelques bâtiments en hauteur entre ces deux pôles, puis d’autres, plus petits, dans le quartier Neufchâtel-Est–Lebourgneuf

### Colline parlementaire

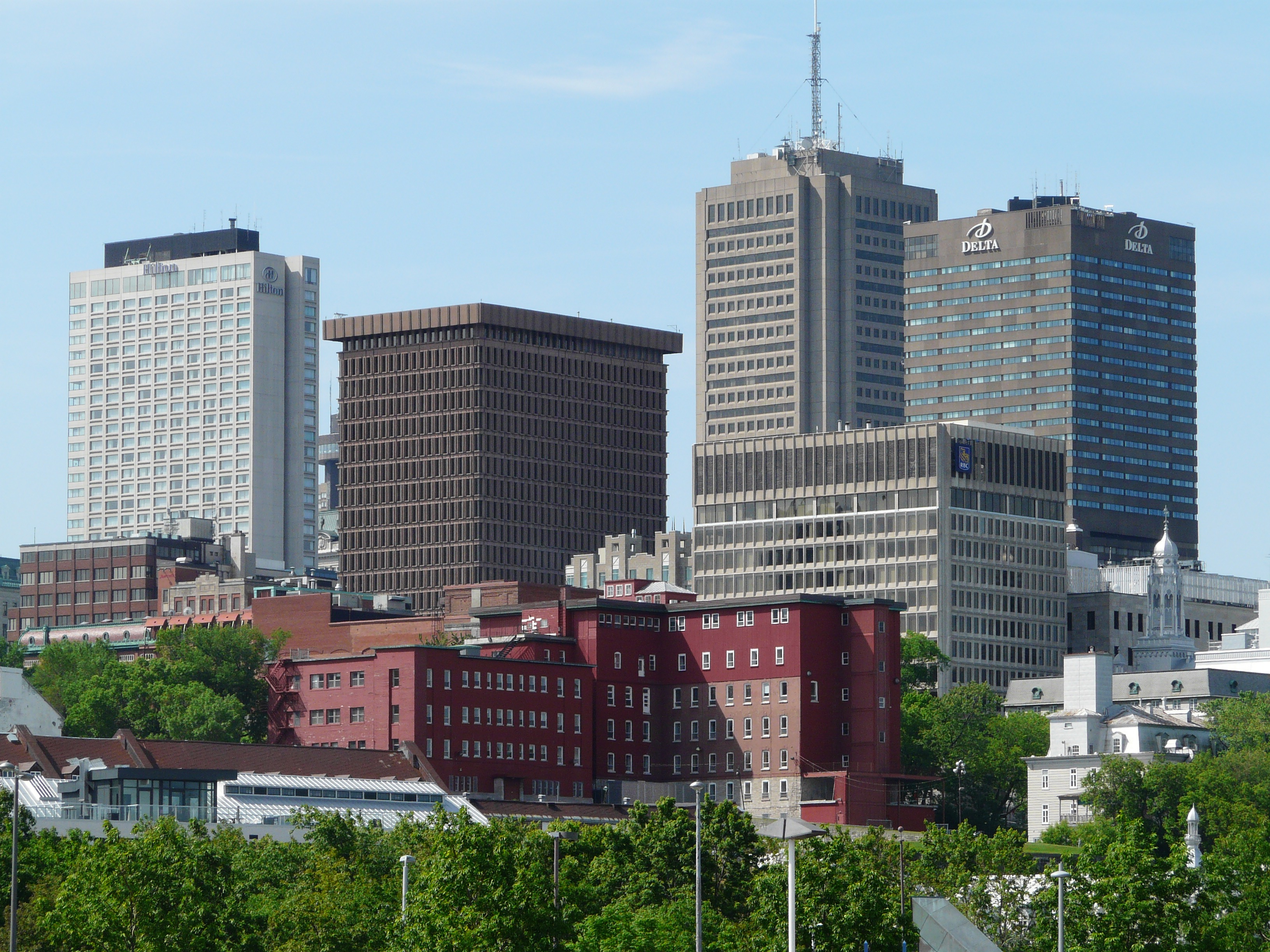
Édifices sur la colline parlementaire.

D'abord, on retrouve le quartier du Vieux-Québec–Cap-Blanc–colline Parlementaire. Le premier gratte-ciel de Québec, l'Édifice Price, y fut achevé en 1930. Pendant 40 ans, il est le seul bâtiment de grande hauteur de la ville si on exclut le château Frontenac. Cette zone urbaine est intensément densifiée dans les années 1970 à l'extérieur des fortifications du Vieux-Québec. Le réaménagement de la colline parlementaire vise alors à offrir de nouveaux espaces de bureaux pour le gouvernement du Québec. À titre d'exemple, c'est durant cette période qu'est érigé l'Édifice Marie-Guyart, plus haute construction de la ville culminant à 132 mètres. La majorité des nouvelles constructions, incluant des hôtels et des espaces commerciaux privés, s'érigent sur le boulevard René-Lévesque et l'avenue Honoré-Mercier. On retrouve aussi des édifices issus de cette vague sur le chemin Sainte-Foy plus à l'ouest. Cependant, dix ans plus tard, la densification du quartier s'estompe et ne redémarrera plus. Dans les années 1990, le quartier voisin de Saint-Roch connaît à son tour une certaine densification. En 2016, une tour de vingt étages y est construite.

### Sainte-Foy

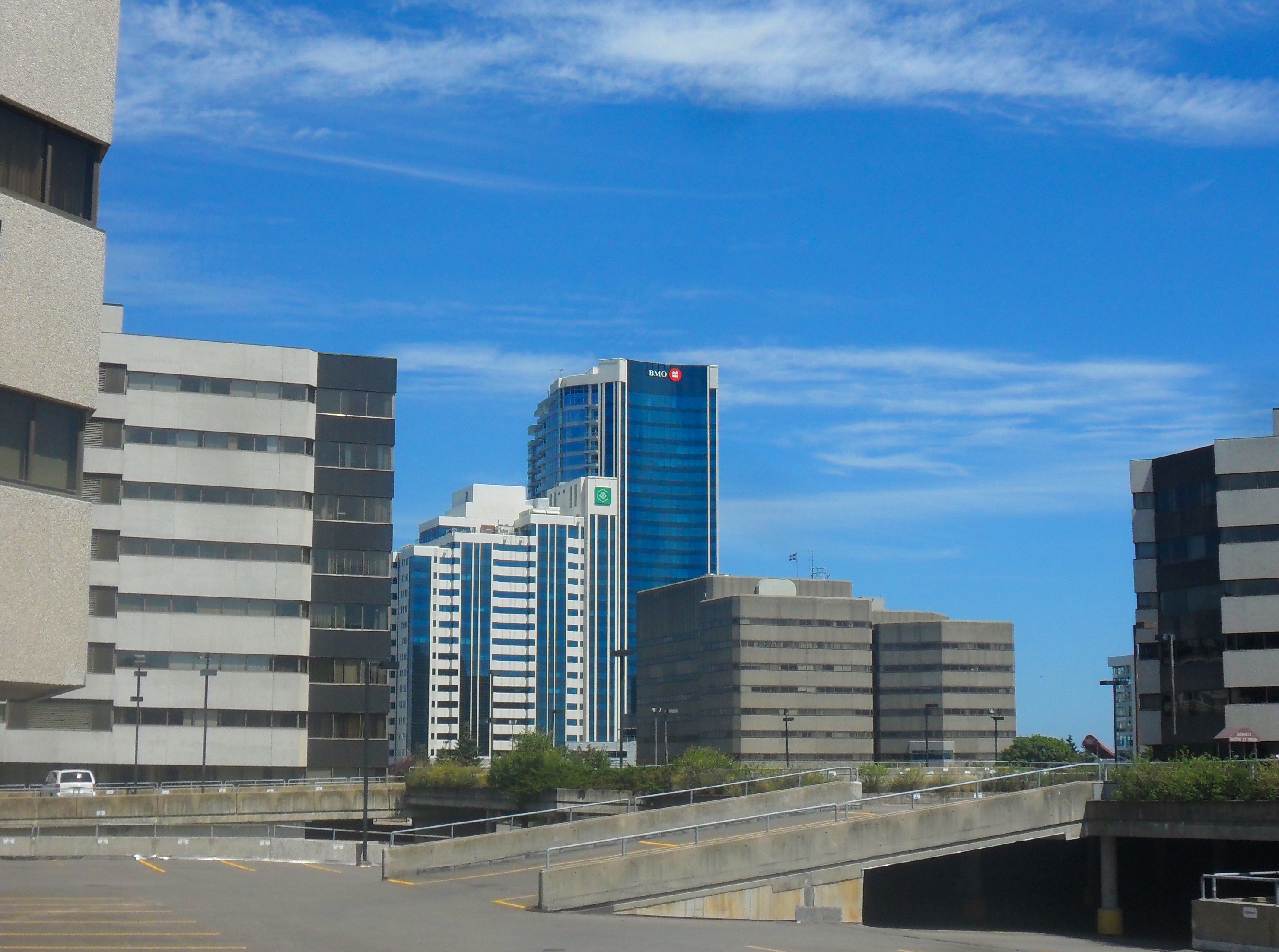
Édifices situés près du boulevard Laurier, dans l'arrondissement de Sainte-Foy-Sillery-Cap-Rouge.

En second lieu, on retrouve le secteur commercial de Sainte-Foy. Située à l'entrée sud-ouest de la ville, au carrefour des autoroutes Henri-IV, Duplessis et Robert-Bourassa, il s'agit de la zone commerciale principale de l'arrondissement Sainte-Foy–Sillery–Cap-Rouge. Les édifices en hauteur de cette zone sont situés dans l'axe du boulevard Laurier et de la route de l'Église. Avant 1960, la zone est encore essentiellement agricole. Le développement en hauteur s'est amorcé avec la construction d'édifices gouvernementaux dans les années 1980. Depuis quelques années, la densification s'est intensifiée. Le groupe Dallaire prévoyait d’y construire le plus haut gratte-ciel à l'est de Toronto avant que ce projet ne soit abandonné .

## Liste des plus hautes constructions[3]

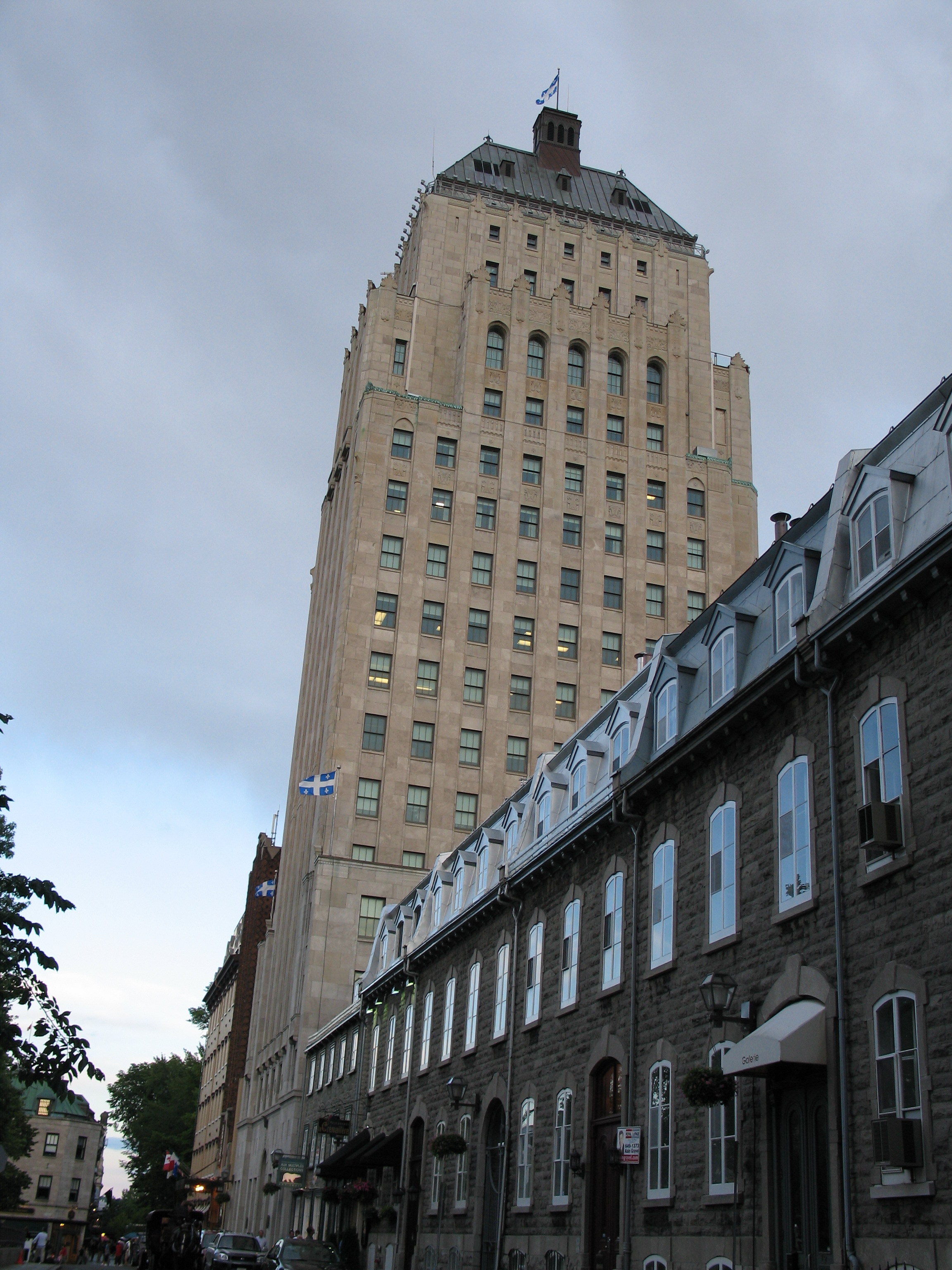
L'Édifice Price (1930), 82 mètres, plus vieux gratte-ciel de Québec.

Sont présentés ici tous les bâtiments de plus de 50 mètres de la Ville de Québec.
| Rang | Nom du bâtiment               | Image | Hauteur | Nombre d'étages | Année de construction | Type                                                          |
| ---- | ----------------------------- | ----- | ------- | --------------- | --------------------- | ------------------------------------------------------------- |
| 1.   | Édifice Marie-Guyart          |       | 132 m   | 31              | 1972                  | Bureaux                                                       |
| 2.   | Complexe Jules-Dallaire II    |       | 110 m   | 28              | 2014                  | Résidentiel, bureaux et commercial                            |
| 3.   | Place Hauteville              |       | 107 m   | 31              | 1976                  | Bureaux et hôtel                                              |
| 4.   | Le Concorde                   |       | 91 m    | 31              | 1974                  | Hôtel                                                         |
| 5.   | Hilton Québec                 |       | 84 m    | 24              | 1974                  | Hôtel                                                         |
| 6.   | Édifice Price                 |       | 82 m    | 18              | 1930                  | Bureaux et résidence officielle du premier ministre du Québec |
| 7.   | 150 René-Lévesque Est         |       | 80 m    | 18              | 1974                  | Bureaux                                                       |
| 8.   | Château Frontenac             |       | 79,9 m  | 24              | 1924                  | Hôtel                                                         |
| 9.   | Édifice D'Youville            |       | 76 m    | 21              | 1969                  | Bureaux                                                       |
| 10.  | Complexe Jules-Dallaire I     |       | 72,5 m  | 17              | 2010                  | Bureaux et commercial                                         |
| 11.  | Tour Cominar                  |       | 71 m    | 17              | 2004                  | Bureaux                                                       |
| 12.  | Tour Fresk                    |       | 66,5 m  | 20              | 2016                  | Résidentiel                                                   |
| 13.  | Le Saint-Laurent              |       | 64 m    | 21              | 1969                  | Résidentiel                                                   |
| 14.  | Hôpital de l'Hôtel-Dieu       |       | 61 m    | 15              | 1928                  | Hôpital                                                       |
| 15.  | Le Samuel-Holland I           |       | 60 m    | 24              | 1981                  | Résidentiel, commercial                                       |
| 16.  | Le Louisbourg                 |       | 59 m    | 21              | 1973                  | Résidentiel                                                   |
| 17.  | Édifice Catherine-De Longpré  |       | 58,5 m  | 15              | 1964                  | Bureaux                                                       |
| 18.  | Les Jardins Mérici X          |       | 56,1 m  | 19              | 1982                  | Résidentiel                                                   |
| 19.  | Le Samuel-Holland IV          |       | 56 m    | 17              | 1981                  | Résidentiel                                                   |
| 20.  | Hôtel Pur                     |       | 54.5 m  | 17              | 1974                  | Hôtel                                                         |
| 21.  | Le Samuel-de-Champlain        |       | 52,7 m  | 18              | 1967                  | Résidentiel                                                   |
| 21.  | Quartier QB                   |       | 52,7 m  | 16              | 2016                  | Résidentiel                                                   |
| 21.  | Édifice J.-A. Tardif          |       | 52,7 m  | 12              | 1963                  | Bureaux                                                       |
| 22.  | Édifice André-Laurendeau      |       | 52 m    | 11              | 1934                  | Bureaux                                                       |
| 23.  | Pavillon Félix-Antoine-Savard |       | 51 m    | 17              | 1972                  | Éducation                                                     |
| 23.  | Pavillon Jeanne-Lapointe      |       | 51 m    | 17              | 1968                  | Éducation                                                     |
| 24.  | Édifice Beneva                |       | 50,3 m  | 12              | 1990                  | Bureaux                                                       |

## Chronologie
À travers le temps, les bâtiments suivants ont été le plus haut édifice de Québec :
- De 1886 à 1924 : Hôtel du Parlement du Québec (52,1 m).
- De 1924 à 1930 : Château Frontenac (79,9 m).
- De 1930 à 1972 : Édifice Price (82 m).
- Depuis 1972 : Édifice Marie-Guyart (132 m).